# Opyt
Opyt (ros. Опыт, Doświadczenie) – pierwsza pancerna kanonierka marynarki wojennej Imperium Rosyjskiego. Zbudowana przez Carra i MacPhersona w stoczni bałtyckiej (Baltiysky Zavod), w St. Petersburgu. Przednia część była pokryta płytami z kutego żelaza o wymiarach 1200 na 1000 mm.